# Mats Olsson
Mats Åke Olsson (ur. 12 stycznia 1960 w Malmö) – szwedzki piłkarz ręczny i trener, były reprezentant Szwecji. Dwukrotnie zdobył srebrny medal Olimpijski, na Igrzyskach Olimpijskich w Barcelonie oraz Igrzyskach Olimpijskich w Atlancie. Zdobył również cztery medale Mistrzostw Świata w Piłce Ręcznej, złoty, srebrny oraz dwa brązowe, natomiast w 1994 roku zdobył także tytuł Mistrza Europy.

## Kariera
Olsson był reprezentantem Szwecji w latach 1979-1987, w tym czasie wystąpił w 294 spotkaniach. Uczestniczył w 4 Igrzyskach Olimpijskich oraz 6 turniejach o Mistrzostwo Świata. Swoją karierę rozpoczął w klubie Dalhems IF.